# Свято-Покровська церква (Ільниця)
Свя́то-Покрóвська церква — православний храм, розташований у центральній частині села Ільниця Іршавського району Закарпатської області.

## Історія відродження православної церкви в Ільниці
У 1907 році на таємному зібранні православного руху в селі Ільниця було вирішено відправити Олександра Кабалюка (пізніше канонізований як святий преподобний Алексій Карпаторуський) на Афон, для того, щоб він привіз звідти православні святині. У 1923 році більшість населення Ільниці ухвалило рішення повернутися до істинної канонічної православної церкви і остаточно залишити унію, яка майже три століття силоміць насаджувалась по всім селам Підкарпатської Русі. Залишивши унію, православне населення автоматично позбавилося церкви, всіх інших церковних споруд та церковного майна. Православний народ прихода Ільниця-Синявка в перші роки свого православно-церковного життя не мав своєї церкви. Богослужіння відбувалося у великій кімнаті, і будинку, який належав борцю за Православну віру і підсудному на Мараморош-Сиготському процесі, Савко Павлові Васильовичу.
У 1925 році на земельній ділянці, що належала Грицанько Василю Васильовичу та його дружині Анні Іванівній, і знаходилась безпосередньо біля залізничної станції, був побудований барак — тимчасове, з дощок зроблене приміщення, де звершувалось богослужіння. На цьому місці у 1926–1928 рр. споруджена дерев'яна церква присвячена Покрову Пресвятої Богородиці. Православна церква Покрова Пресвятої Богородиці в Ільниці-Синявка побудована з посильних жертв місцевих жителів. На закінчення церкви в 1929 році була виділена Чехословацькою владою допомога у розмірі 2 тис. чеських крон. У 1937 році цією ж владою за посередництва Єпархіального управління в Мукачеві була виділена субвенція 1 тис. чеських крон на зведення іконостасу.
Притвор в церкві добудований в жовтні 1958 року, а пономарка — у жовтні 1960 року. На той час православних вірників нараховувалось близько 1830 чоловік.
У 1992 році розпочалося будівництво нової, більшої за обсягами церкви. Архітектурним питанням займалося підприємство в Санкт-Петербурзі МИП «Экострой». Будівництво церкви розраховувалось таким чином, щоб будуючи нову церкву не руйнувати стару і намагатись максимально довго продовжувати в ній молитися. І слава Богу, богослужіння за весь час будівництва жодного разу не було зірване. Кожної неділі з амвону в церкві лунало Боже слово. Архітектурний план по котрому велося будівництво, по деяким причинам не був виконаний в точності. Верхня частина храму була перероблена народними архітекторами. Вже у 2000 році будівництво церкви було завершено.